# El Último Ke Zierre
El Último ke Zierre (abreviado EUKZ) es un grupo de punk rock español que se formó a finales de 1987 en Burriana (Provincia de Castellón, Comunidad Valenciana).

## Trayectoria
Aunque la formación inicial era Pedro (bajo), Vicent (guitarra), Oscar (guitarra), Natxo (voz) y Manolo (batería), esta cambió antes de grabar su primer disco con la marcha de Nacho y la llegada de El Feo. En 1991 vio la luz su primer LP, No soporto vuestras caras, en 1992 salió "Soldadito Español" y en 1993 fue "Que se repartan el mundo".
La formación volvió a cambiar con la marcha del batería Manolo y la llegada del Nano antes de grabar su cuarto disco, "Esperando al viento", en 1995. Después de este trabajo, salieron a la calle "A cara de perro" en 1998, "Senderos de este infierno" grabado en directo en 1999 y "Bulla" en 2000. 
Se volvió a producir un nuevo cambio, Vicent (guitarra) dejó el grupo y llegó Tonet. Se volvió a sacar un nuevo trabajo en 2002, "Veneno", seguido de "¡Ay, de mí!" en 2003 e "Insurgente" en 2005. Con "¡Vivos... por domesticar!" la banda presentó un directo en marzo de 2006 y en abril de 2007 fue publicado "Quemaste tus alas de ángel".
En plena gira del disco "Quemaste tus alas de ángel" Nano primero (en noviembre de 2007) y Tonet después (en mayo de 2008) deciden dejar el grupo entrando a sustituirles Kusio a la batería y Sam a la guitarra. Este cambio de formación ya se había dado en la banda anteriormente (batería y guitarra). Aun así el grupo no se resiente y siguen adelante la gira sumando estos dos nuevos miembros al núcleo que ha estado en el grupo desde los inicios del mismo formado por Oscar, Roberto y Pedro. 
En 2009 entran a estudio para dar forma a "La Burbuja", uno de los discos más arriesgados de la banda, volviendo a contar con Juanki en los mandos, productor del Veneno, y grabándolo todo en Castellón en los estudios Rockaway. El álbum se publicó en octubre de 2009.
Tras la intensa gira de presentación de este álbum en España, en diciembre de 2010 deciden grabar tres de los cinco conciertos que realizan durante la presentación de La Burbuja en tierras hispanoamericanas. Con este material, en el 2011, editan un nuevo disco en directo, "Directo Al Tiro".  Con más fuerza que nunca, Roberto, Pedro, Oscar, Kusio y Sam dan un repaso a la discografía del grupo junto a todos los seguidores de Colombia, Chile y Argentina, 27 temas para describir estos 20 años de vida discográfica de la banda.
En 2012 sacan un nuevo trabajo discográfico,"La Rutina Del Miedo", que con 16 canciones es el álbum de estudio más extenso del grupo.
En noviembre de 2015, se anuncia que abandona la banda Sam y se incorpora Tico a la guitarra. Tras este nuevo cambio de formación en la banda, lejos de resentirse, vuelve a entrar en el estudio de grabación para dar forma a un nuevo álbum, "Cuchillas", que ve la luz en febrero de 2016.
El 1 de diciembre de 2017 vio la luz "El mutante del Barrio Chino", un disco donde está toda la esencia de EUKZ .
A finales del 2018 sacan un nuevo disco en directo grabado en Santiago de Chile (Teatro Cariola), el cual no editan físicamente. Por primera vez la banda decide hacer exclusivamente la edición digital de un álbum, subiéndolo a las principales plataformas como spotify, itunes, YouTube, etc.
EUKZ ha sido un grupo que nunca ha tenido prisa para nada, ni se ha marcado ninguna meta, se han dedicado a tocar, componer y disfrutar de su grupo, sin ninguna pretensión, nunca ha buscado subir ahí arriba como sea, siempre se han dedicado a hacer su música, con tiempo y sin presiones, creando sin forzar las melodías ni los textos, siempre dándole ese toque de autenticidad que ha quedado plasmado en cada uno de sus trabajos.
Podemos decir que quizás el éxito de EUKZ se base precisamente en el hecho de que más que compañeros integrantes de un grupo musical son verdaderos amigos que disfrutan tocando en un grupo, un grupo que no es alternativo y mucho menos comercial, simplemente un grupo de rock "A todos nos gusta la parte sucia de nosotros mismos".

## Miembros
Miembros actuales
- Rober "El Feo": Voz (1989–presente)
- Pedro: Bajo (1987–presente)
- Oscar: Guitarra (1987–presente)
- Tico: Guitarra (2015–presente)
- Kusio: Batería (2007–presente)

Miembros antiguos
- Natxo: Voz (Retirada antes del primer LP) (1987–1989)
- Manolo: Batería (1987–1994)
- Vicent: Guitarra (1987–2001)
- Pepe "Nano": Batería (1994–2007)
- Tonet: Guitarra (2001–2008)
- Sam: Guitarra (2008–2015)

Línea de tiempo

## Discografía
| Álbum                       | Año  | Notas                         |
| --------------------------- | ---- | ----------------------------- |
| No Soporto Vuestras Caras   | 1991 |                               |
| Soldadito Español           | 1992 |                               |
| Que Se Repartan El Mundo    | 1993 |                               |
| Esperando Al Viento         | 1995 |                               |
| A Cara De Perro             | 1998 |                               |
| Senderos De Este Infierno   | 1999 | En directo                    |
| ¡Bulla!                     | 2000 |                               |
| Camino De Rosas             | 2001 | Recopilatorio                 |
| Veneno                      | 2002 |                               |
| ¡Ay, De Mí!                 | 2003 |                               |
| Insurgente                  | 2005 |                               |
| Vivos... Por Domesticar     | 2006 | En directo                    |
| Quemaste Tus Alas De Ángel  | 2007 |                               |
| Canciones Desde El Infierno | 2008 | Recopilatorio y Regrabaciones |
| La Burbuja                  | 2009 |                               |
| Directo Al Tiro             | 2011 | En directo                    |
| La Rutina Del Miedo         | 2012 |                               |
| Cuchillas                   | 2016 |                               |
| El Mutante Del Barrio Chino | 2017 |                               |
| El Lado Oculto de la Luna   | 2023 |                               |

## Videografía
- 1995: Mal camino, mi camino.
- 1999: Senderos de este infierno.
- 2003: Vuelta al infierno (directo en Viña Rock 2003).
- 2006: Vivos...por domesticar (en directo en Salatal).

- 2003: 1989-2002 Trece años en la carretera.